# 로드리고 두테르테 체포
로드리고 두테르테 체포는 2025년 3월 11일 로드리고 두테르테 전 필리핀 대통령이 필리핀 마약 전쟁과 관련하여 인도에 반한 죄 혐의로 국제형사재판소(ICC) 영장에 근거하여 필리핀 국가 경찰과 인터폴에 의해 체포된 사건이다. 두테르테 전 대통령은 홍콩에서 정치 집회에 참석한 뒤 3월 11일 메트로 마닐라의 니노이 아키노 국제공항에 도착했다. 영장이 집행되자 두테르테는 빌라모르 공군기지(Villamor Air Base)로 이송돼 네덜란드로 이송됐으며, 헤이그에서 재판을 받을 것으로 예상된다.
두테르테는 다바오 시장(Mayor of Davao City)과 필리핀 대통령으로 재임하는 동안(2019년 필리핀 국제형사재판소에 관한 로마 규정에서 탈퇴할 때까지) 사법 외 처형을 포함한 반인륜 범죄 혐의로 기소되었다. 그는 에밀리오 아기날도(1901년, 1945년), 호세 P. 라우렐(1945년),  조셉 에스트라다(2001년), 글로리아 마카파갈 아로요에(2011년)이어 기소 및 체포된 다섯 번째 필리핀 대통령이다. 그는 국제재판소에 섰던 최초의 필리핀 대통령이며, ICC에서 재판을 받은 최초의 아시아 지도자이기도 하다.

## 배경

### ICC 조사 시작
로드리고 두테르테는 인도에 반한 범죄 혐의로 국제형사재판소의 조사를 받았다. 조사에는 1990년대 이래로 최소 천명을 살해한 것으로 추정되는 다바오 사형대(Davao Death Squad)와 그의 대통령 임기 동안 2019년 필리핀이 두테르테 행정부에서 ICC에서 탈퇴할 때까지 마약 밀매상과 마약 사용자를 사법 외적으로 처형한 사실도 포함되었다.
2017년 필리핀 변호사인 주드 사비오는 "필리핀의 대량 살인 상황"이라는 제목의 77페이지 분량의 문서를 ICC에 제출하여 두테르테 대통령과 다른 11명의 공무원을 대량 살인과 인도에 반한 범죄로 고발했다. 마찬가지로 당시 상원의원 Antonio Trillanes IV와 당시 대표 Gary Alejano가 이끄는 Magdalo Party-List의 구성원들은 사비오의 고발을 보충하는 45쪽짜리 추가 고소장을 제출하며 반인도적 범죄 혐의를 제기할 것을 요청했다.
ICC의 필리핀 수사는 국가가 로마 규정의 당사국이었던 기간인 2011년 11월 1일부터 2019년 3월 16일까지로 제한되며, 이는 두테르테 대통령 임기 중 약 3년간 진행된 필리핀 마약전쟁의 절정을 포함하는 기간이다. 2021년 필리핀 대법원은 로마 규정 탈퇴에 대한 판결에서, 필리핀이 여전히 ICC조사에 협조할 의무가 있다고 언급했다.

### 봉봉 마르코스대통령 임기 동안의 분위기
봉봉 마르코스 대통령 행정부는 ICC수사에 협조하지 않겠다는 입장을 유지했다. 그러나 2024년에는 ICC 조사관들이 독립적으로 활동하는 것을 막을 수 없다고 밝혔다. 같은 해 11월, 필리핀 정부는 ICC에 대한 기존 입장을 재확인하면서도, 만약 두테르테가 기소될 경우 인터폴에 대한 의무를 이유로 그를 인도할 것이라고 발표했다.
봉봉 마르코스 대통령 행정부 하에서 정부는 조사에 협조하지 않는다는 입장을 고수했다. 그러나 2024년까지는 조사관의 독립적인 행동을 방해할 수 없다고 명시했다. 필리핀 정부는 2024년 11월 국제형사재판소(ICC)에 대한 입장을 재확인하면서, 인터폴에 대한 의무를 들어 두테르테가 기소될 경우 인도하겠다고 밝혔다.

## 사건 진행

### 영장발행
국제형사재판소(ICC) 예심재판부 I(Pre-Trial Chamber I)는 2025년 3월 7일자로 체포영장을 발부했으며, 이는 헤이그에서 재판장 Iulia Motoc 및 판사 Reine Alapini-Gansou, Socorro Flores Liera가 서명했다. ICC는 인터폴과 협력하여 체포영장 집행을 요청했다.
두테르테가 체포영장 발부 며칠 전 홍콩으로 출국하면서 체포영장이 나올 것이라는 소문이 돌았으나, 공식적으로 영장의 존재는 즉시 대중에게 알려지지 않았다. 해당 문서는 3월 11일에 "비밀"에서 "공개"로 재분류되었다. 몇 시간 후, 필리핀 대통령 공보실(Presidential Communications Office)이 체포영장 집행이 완료되었음을 공식 발표했다.
대통령 전용기가 네덜란드로 출발한 직후 열린 기자회견에서 봉봉 마르코스 대통령은 체포영장이 2025년 3월 11일 새벽 3시(PHT, UTC+08:00) 인터폴 마닐라 사무소를 통해 필리핀 대통령실에 전달되었으며, 필리핀 국가 경찰(PNP)과 협력하여 영장을 집행했다고 밝혔다. 마르코스 대통령은 체포영장이 ICC가 아닌 인터폴과의 협력 하에 집행되었다고 강조했다.

### 홍콩 PDP 집회와 체포의 서곡
2025년 3월 7일 아침, 로드리고 두테르테는 사실혼 관계의 배우자인 허니렛 아반세냐(Honeylet Avanceña), 딸 베로니카 "키티" 두테르테(Veronica "Kitty" Duterte), 양녀 미라(Mira), 전 대통령 비서 살바도르 메디알데아(Salvador Medialdea), 수행원들과 함께 홍콩으로 출국했다. 이들은 전날 저녁 다바오시에서 마닐라로 이동한 후 홍콩으로 향했다. 그의 장녀이자 필리핀 부통령인 사라 두테르테(Sara Duterte)도 이후 홍콩으로 합류했다.
3월 8일, 두테르테의 홍콩 체류 소식이 홍콩 기반 신문인 더 스탠더드에 의해 처음 보도되었다. 그는 코즈웨이베이에서 수행원들과 함께 목격되었으며, ICC가 체포영장을 발부했다는 소문이 돌고 있었다. 두테르테의 전 대통령 법률 고문이었던 Salvador Panelo는 두테르테의 홍콩 방문 목적이 PDP(필리핀 민주당, Partido Demokratiko Pilipino) 선거 유세에서 홍콩 거주 지지자들에게 감사를 표하기 위한 것이라고 설명하며, 자신도 다음 날 합류할 예정이라고 밝혔다. 필리핀 정부는 당시 ICC가 체포영장을 발부했는지 공식 확인하지 않았지만, "인터폴이 정부에 필요한 지원을 요청하면 따라야 한다"며 "정부는 어떤 상황에도 대비하고 있다"고 발표했다.
3월 9일, 두테르테는 완차이에 위치한 Southorn Stadium에서 열린 PDP(필리핀 민주당) 선거 유세에 참석했다. 이 행사는 예수 그리스도의 왕국(Kingdom of Jesus Christ, KOJC)이 주최했으며, 그는 이 자리에서 PDP(필리핀 민주당)의 상원 후보들을 홍보했다. 행사에는 부통령 사라 두테르테, 상원의원 봉 고(Bong Go), 로빈 파디야, 그리고 상원 후보 Vic Rodriguez, Raul Lambino, Rodante Marcoleta, Jimmy Bondoc, Phillip Salvador 등이 참석했다. 상원의원 Ronald dela Rosa도 참석할 예정이었으나 불참했으며, 수감 중인 목사이자 KOJC 설립자이며 상원 후보였던 아폴로 키볼로이(Apollo Quiboloy)도 무대에 올랐다. 연설에서 두테르테는 체포영장 소문을 인정하며 ICC에 대한 반발과 체포에 대한 준비 태세를 동시에 드러냈다. 그는 농담조로 청중들에게 "$5 또는 $10씩 기부해 자신을 위한 동상을 다바오시 호세 리살 동상 옆에 세워달라"고 말하기도 했다.
3월 10일부터 11일 아침까지 다바오시 프란시스코 방고이 국제공항, 팜팡가주의 클라크 특별경제구역, 메트로 마닐라 지역에 수백 명의 경찰이 배치되었다. 마닐라 타임스(The Manila Times)는 이를 두고 "신원이 밝혀지지 않은 유명 인사의 체포 가능성에 대비한 조치"라고 보도했으며, 대부분의 관측통은 두테르테가 홍콩에서 귀국하는 것과 관련이 있을 것으로 추측했다.
한편, 두테르테가 중국에 정치적 망명을 요청했다는 소문이 돌았으나, 사라 두테르테는 부친이 홍콩 체류 중 중국 당국과 접촉한 적이 없다고 부인했다.

### 두테르테 지지 시위

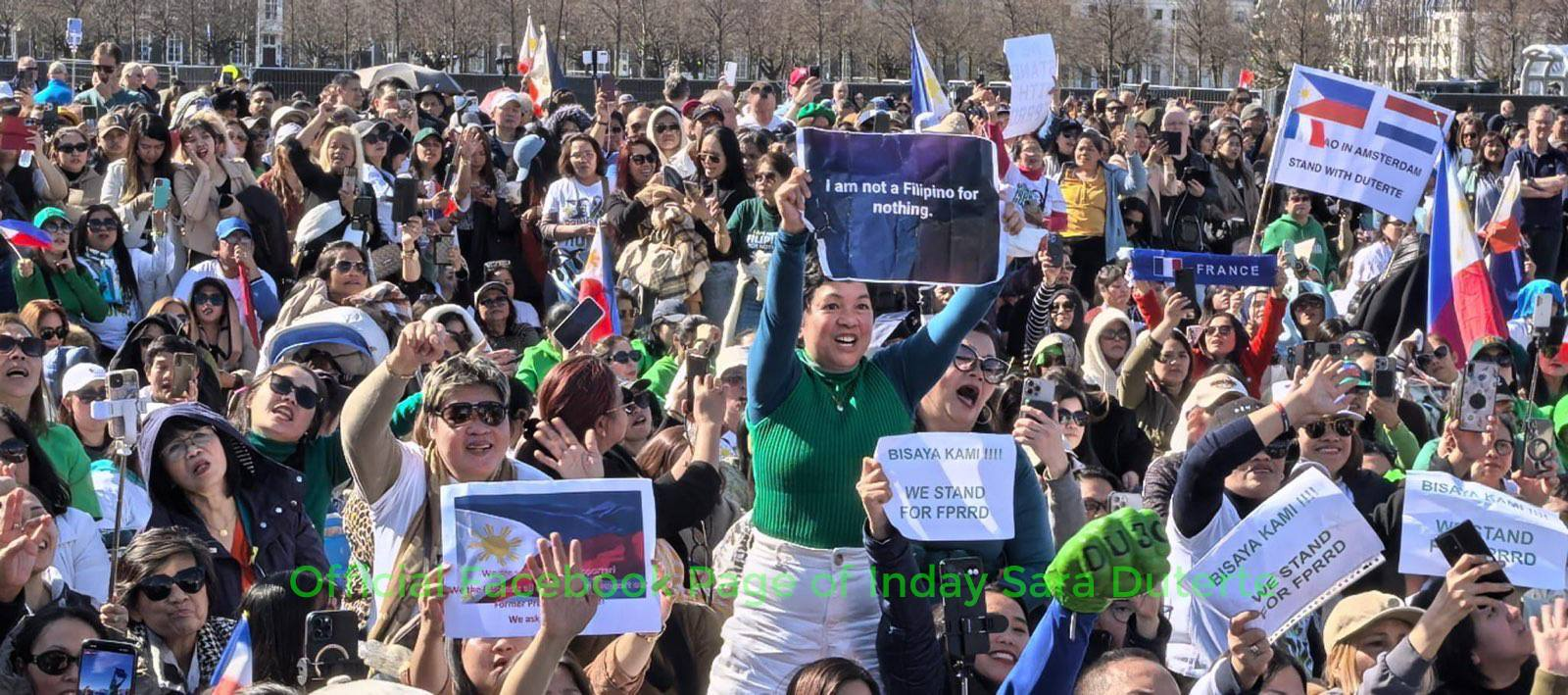
2025년 3월 23일, 5,000명 이상의 유럽 지지자들이 네덜란드 헤이그의 말리벨트에서 로드리고 두테르테의 체포에 항의하기 위해 집회를 열었다.